# Marine de l'État indépendant de Croatie
La marine de l'État indépendant de Croatie (croate : Ratna Mornarica Nezavisne Države Hrvatske, RMNDH), a été créée en tant que marine de l'État indépendant de Croatie (croate : Nezavisna Država Hrvatska, NDH) le 10 avril 1941, date de la création par l'Axe du gouvernement fantoche du parti fasciste et séparatiste Oustachis d'une partie du royaume de Yougoslavie, qui avait été envahi par les puissances de l'Axe quatre jours plus tôt. Il se composait de deux commandements, le Coast and Maritime Traffic Command, et le River and River Traffic Command, et avait son quartier général dans la capitale de Zagreb. 
Le Coast and Maritime Traffic Command se composait de trois commandements navals le long de la côte adriatique, chacun étant divisé en un certain nombre de districts navals se composant principalement de stations navales et météorologiques, et n'étaient responsables que de la garde côtière et des droits de douane. Le River and River Traffic Command se composait de sept stations fluviales, d'un bataillon d'infanterie navale et d'une flottille de commandement fluvial construite autour de deux anciens monitors fluviaux yougoslaves.

La RMNDH n'était qu'une petite partie des forces armées de la NDH, en grande partie en raison des restrictions imposées par l'Italie. Pour éviter ces restrictions, les Allemands ont soulevé la Légion navale croate qui a combattu dans le cadre de la Kriegsmarine dans la campagne de la mer Noire entre 1941 et 1944. Après la capitulation italienne en septembre 1943, les Allemands ont transféré plusieurs navires italiens capturés à la RMNDH, bien que tous les plus importants avaient été perdus en décembre 1944 lorsque le personnel restant fut affecté à des tâches à terre pour éviter leur défection au profit des partisans yougoslaves. La RMNDH a été dissoute en mai 1945 avec l'effondrement et la défaite de la NDH.

## Formation
La RMNDH a été créée par la loi sur l'établissement de l'armée et de la marine publiée le 10 avril 1941 par le lieutenant-colonel austro-hongrois à la retraite (plus tard maréchal et commandant en chef des forces armées) Slavko Kvaternik, avec l'approbation du Troisième Reich. La tâche de la marine, avec l'armée, était de défendre le nouvel État contre les ennemis étrangers et nationaux. Les Italiens se sont opposés à la formation d'une marine par l'État indépendant de Croatie, car ils considéraient la mer Adriatique comme Mare Nostrum(Notre mer). Les Allemands ont soutenu les Italiens dans ce domaine, de sorte que le développement de la RMNDH le long de la côte Adriatique a été initialement très limité. Le 18 mai 1941, l'Accord sur les questions militaires relatives aux zones côtières a été signé à Rome. Dans ce traité bilatéral avec l'Italie, la Croatie a accepté de démilitariser entièrement la zone côtière, se limitant à l'administration civile. Il a également convenu de ne créer aucune unité navale dans l'Adriatique, sauf à des fins de police et de douane.  

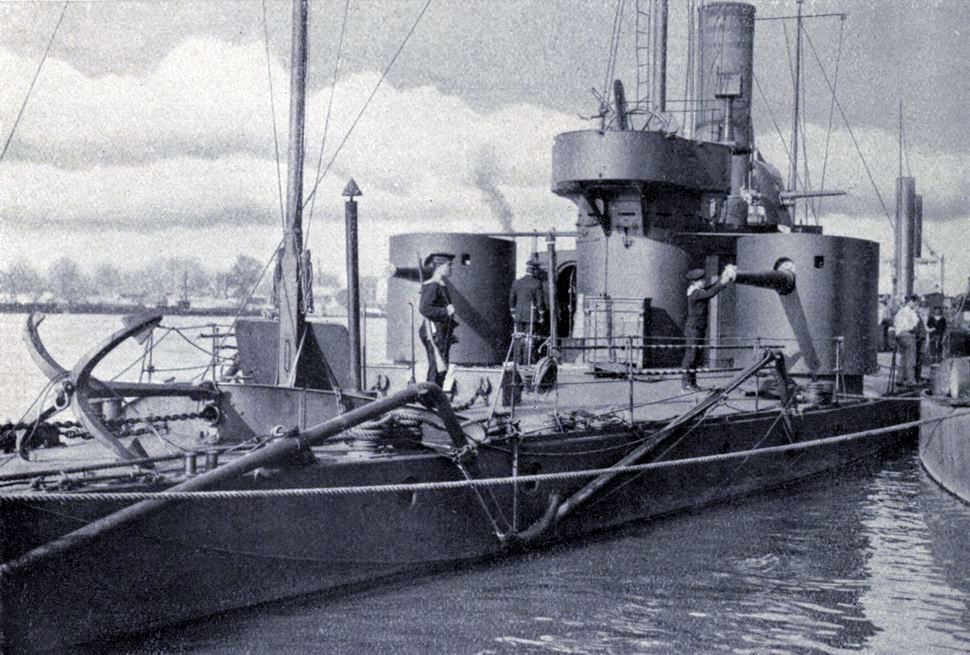
Monotor fluvial Sava

Le Coast and Maritime Traffic Command comprenait trois commandements navals pour les sections nord (Kraljevica et Senj), centrale (Omiš, Supertar, Makarska, Metković et Hvar) et sud (Trpanj, Orebić et Dubrovnik) de la côte adriatique, dont le siège était respectivement à Crikvenica (plus tard Sušak), Makarska (plus tard Split) et Dubrovnik.
Le River and River Traffic Command avait son siège à Sisak, au confluent des rivières Kupa, Sava et Odra, à environ 57 km au sud-est de Zagreb. Il se composait de sept stations fluviales (Sisak, Slavonski Brod, Sremska Mitrovica, Zemun, Petrovaradin, Vukovar et Osijek), et un bataillon d'infanterie navale basé à Zemun (plus tard Zagreb). La River Command Flotilla, basée à Zemun, faisait également partie du River and River Traffic Command, et comprenait deux anciens monitors fluviaux de la marine royale yougoslave (Sava et Bosna), deux canonnières fluviales (Ustaša et Bosut) , deux mouilleurs de mines fluviaux (Zagreb et Zrinski), et six autres bateaux à moteur. La flottille était organisée en deux groupes de patrouilles, chacun composé d'un monitor, d'une canonnière, d'un mouilleur de mines et de trois bateaux à moteur, et du navire amiral de la flottille, le remorqueur fluvial Vrbas.

## Réorganisation

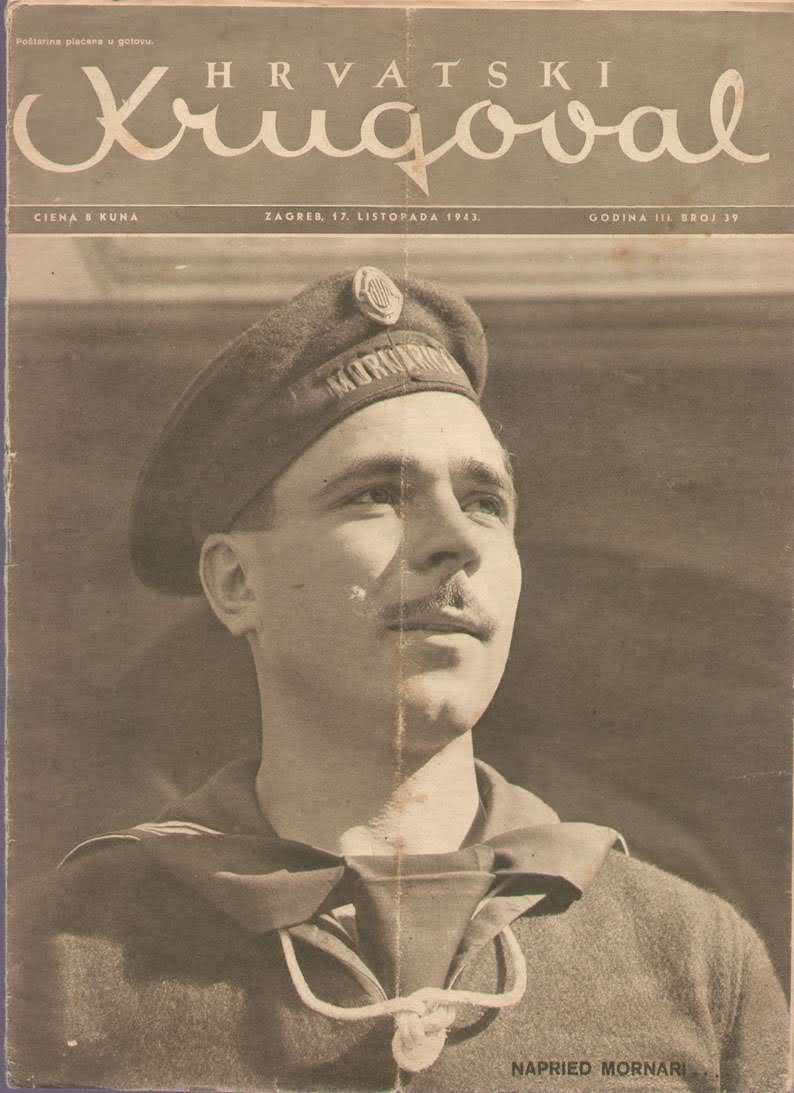
Couverture du magazine Hrvatski krugoval du 17 octobre 1943 avec un membre de la marine

Le décret-loi sur les forces armées du 18 mars 1942 a réorganisé la RMNDH en une branche de l'Armée territoriale croate (croate: Hrvatsko domobranstvo). La RMNDH était toujours une petite partie des forces armées, comptant seulement 1.262 hommes en septembre 1943. Après la capitulation italienne, les Allemands ont récupéré l'ancien torpilleur yougoslave T7 aux Italiens et l'ont remis à la RMNDH. Son équipage est tombé sous l'influence des partisans yougoslaves et se préparait à la mutinerie lorsque les Allemands sont intervenus. Deux autres anciens navires yougoslaves ont été capturés aux Italiens et remis à la RMNDH par les Allemands; le croiseur léger Dalmacija (rebaptisé Zniam) et le mouilleur de mines de classe Malinska Mosor. Des équipages croates ont également servi sur des navires opérés par l'Allemagne, par exemple vingt Croates ont servi à bord du Kiebitz (ex-croiseur auxiliaire italien Ramb III).
Zniam est bloqué le 19 décembre 1943 et torpillé par des vedettes-torpilleurs (VTT) de la Royal Navy deux jours plus tard. Le 24 juin 1944, le T7 et deux Schnellboots allemands naviguaient entre Šibenik et Rijeka, protégeant les routes d'approvisionnement maritime allemandes le long de l'Adriatique, lorsqu'ils ont été attaqués par trois VTT de la Royal Navy près de l'îlot de Kukuljari, au sud de l'île Murter. Les VTT ont tiré deux torpilles sur T7, mais manqués, alors ils l'ont engagée avec leurs artilleries, le mettant en feu. Il a échoué et les 21 membres d'équipage ont été secourus par les VTT. Les équipages britanniques ont ensuite examiné l'épave, capturant cinq autres membres d'équipage, puis l'ont détruit avec des charges de démolition.

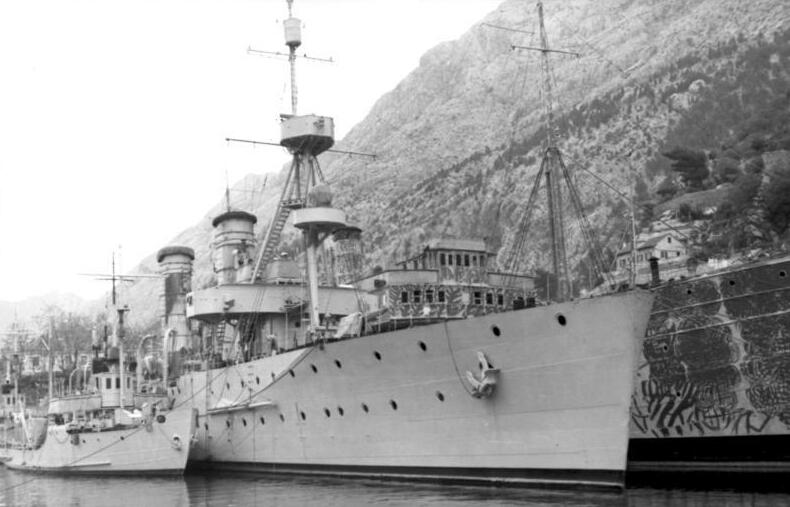
Dalmacija

Le monitor fluvial Bosna a frappé une mine dans le même mois, et Sava a été sabordé le 8 septembre 1944 quand son équipage a rejoint les partisans yougoslaves. Mosor a été échoué sur Ist Island près de Zadar le 31 décembre 1944 et y est resté jusqu'à la fin de la guerre. À cette date, la RMNDH se composait d'une flottille de petits bateaux côtiers stationnés à Rijeka. La flottille entière a essayé de déserter pour les partisans yougoslaves en décembre 1944, mais tous les bateaux sauf un (transportant le commandant de la flottille) ont été empêchés de le faire par les Allemands. Les Allemands ont désarmé les navires restants et ont envoyé les équipages à Zagreb où ils ont formé une unité spéciale pour le service sur terre.

## Légion navale croate
Pendant la guerre, une unité connue sous le nom de Légion navale croate (croate: Hrvatska pomorska legija) a combattu dans le cadre de la campagne de la marine allemande dans la mer Noire sous le commandement de Andro Vrkljan et plus tard Stjepan Rumenović. Le but de ce contingent naval sur la mer Noire était d'échapper aux interdictions imposées à la RMNDH par le Traité de Rome. L'unité n'avait aucun navire à son arrivée dans la mer d'Azov. Elle a réussi à récupérer 47 navires de pêche endommagés ou abandonnés, principalement des voiliers, et a embauché des marins russes et ukrainiens locaux pour les aider. Elle a patrouillé le secteur côtier de la mer d'Azov, et la Légion a finalement atteint une force de plus de 1.000 officiers et hommes en tant que 23e Flottille de déminage. Le 24 septembre 1942, le Poglavnik (chef) de la NDH, Ante Pavelić, a visité le quartier général de la Légion, où il a conclu un accord avec les Allemands pour former et équiper une flottille qui entreprendrait des patrouilles anti-sous-marines. En 1943, une batterie d'artillerie côtière a été ajoutée à la Légion. À la suite de la capitulation de l'Italie en septembre 1943, et l'Axe s'inverse sur le front de l'Est, la Légion navale croate est revenue à la NDH en mai 1944 en tant que flottille de torpilleurs basée à Trieste, faisant partie de la 11e flottille d'escorte allemande. Les Allemands dissolvent la Légion en même temps que la RMNDH pour empêcher les équipages de faire défection avec leurs vaisseaux vers les partisans yougoslaves.

## Commandants navals
Trois officiers commandaient la RMNDH: 
- Kontraadmiral (contre-amiral) Đuro Jakčin (en) (1941 - fin 1943)
- Kapetan Bojnogbroda ( Commodore ) Edgar Angeli (en) (fin 1943 - 1944)
- Kontraadmiral Nikola Steinfl (1944 - mai 1945)